# 큐브 통신
큐브 통신은 2020년 7월 23일 첫 방영을 시작한 대한민국의 토크 쇼이다. 이 프로그램은 큐브 엔터테인먼트의 아티스트의 주간 뉴스를 전달한다.

## 슬로건
- 오프닝: 'Wi-Fi ON'
- 엔딩: 'Wi-Fi OFF'

## 상영 시간
| 상영일                      | 상영시간             | 재송출                        |
| --------------------------- | -------------------- | ----------------------------- |
| 2020년 7월 23일 - 11월 12일 | 오후 4:30 화요일 KST | 일요일 오후 9시 KST (1-11화)  |
| 2020년 7월 23일 - 11월 12일 | 오후 4:30 화요일 KST | 수요일 오후 9시 KST (12-16화) |

## 캐스트

### MC
- 서은광 - 1, 3, 4, 6, 11, 12화
- 허경환 - 2화
- 키노 (가수) - 5화
- 유선호 (가수) - 5, 16화
- 이창섭 (가수) - 7-16화
- 이민혁 (가수) - 11, 12화
- 프니엘 - 11, 12화

## 에피소드
| Ep. | 방영일           | 에피소드 타이틀                                                               |
| --- | ---------------- | ----------------------------------------------------------------------------- |
| 1   | 2020년 7월 23일  | 독서왕 키노, 사실은 꾸며진 이미지였다?!                                       |
| 2   | 2020년 7월 30일  | (여자)아이들 미연, 코의 각도는 과연?!                                         |
| 3   | 2020년 8월 6일   | 서은광x문수인x유선호, 끼 폭발!                                                |
| 4   | 2020년 8월 13일  | 서은광x승희xSORNx예은, CLC 신이 내린 예능감!                                  |
| 5   | 2020년 8월 20일  | 저세상 텐션, 펜타곤x유선호! 본격 광대 폭발 방송, 시~작!                       |
| 6   | 2020년 8월 27일  | 조권xCLC장승연, 댄스 최강자들의 춤으로 시작해서 춤으로 끝난, 핫~한 토크 타임! |
| 7   | 2020년 9월 3일   | 씨엘씨 컴백! 이창섭 컴백! 오늘은 컴백 특집이다                                |
| 8   | 2020년 9월 10일  | (여자)아이들 외국인즈 텐션이 하늘 찔러 지구 뿌셔!                             |
| 9   | 2020년 9월 17일  | 큐브 NEW 조합 '나인우x홍석x여원'은 처음이지?                                  |
| 10  | 2020년 9월 24일  | 예능 대세와 예능 병아리의 배꼽 대잔치                                         |
| 11  | 2020년 10월 8일  | 비투비 4인방, 드디어 그들이 왔다!                                             |
| 12  | 2020년 10월 15일 | 드디어! 큐브통신 비투비 두 번 째 편! 멜로디 다 모여랏!                        |
| 13  | 2020년 10월 22일 |                                                                               |
| 14  | 2020년 10월 29일 |                                                                               |
| 15  | 2020년 11월 4일  |                                                                               |
| 16  | 2020년 11월 12일 | 마지막 회 스페셜! 큡덕이라면 꼭 봐야할 영상 모음.zip                          |